# Delta (Utah)
Delta – miasto w Stanach Zjednoczonych, w stanie Utah, w hrabstwie Millard.